# Gharbzadegi
Gharbzadegi (en persan : غربزدگی) est un terme péjoratif persan souvent traduit par le mot « occidentalite», qui veut dire : submergé par la culture occidentale. Cela réfère à la perte d’identité culturelle iranienne en voulant adopter et imiter le modèle de la culture occidentale et le critère de l’Occident dans l’éducation, l’art et la culture, transformant l’Iran à un marché passif pour des produits occidentaux et un gage dans la géopolitique d’Occident.
La première fois, le terme est prononcé et utilisé par Ahmad Fardid (professeur à l’université de Téhéran) dans les années 1940, il a eu l'usage commun à la suite de la publication clandestine en 1962 du livre Occidentalite : la peste de l’Occident par Jalal Al-e Ahmad, un éminent auteur iranien. Il a été traduit et publié sous le titre de l’Occidentalite en France.

## Une idée de Jalal Al-e Ahmad
Al-e Ahmad décrit le comportement iranien au XXe siècle comme étant occidentalisé. Le terme est utilisé dans un double sens en persan, signifiant affecté, comme affecté par une maladie ou piqué, comme piqué par un insecte ainsi qu’entiché et influencé par une idée.

« Je dis Occidentalite comme on dit choléra [ou] gelure. Mais non. Il est au moins aussi grave que des symphytes dans les champs de blé. Vous avez jamais vu comment ils infectent le blé ? De l’intérieur. Il y a une peau saine à l’endroit, mais c’est juste une peau, exactement comme un coquille d’une cigale sur un arbre. »

Al-e Ahmad soutient que l’Iran doit prendre le contrôle des machines en main et devient un producteur plutôt qu’un consommateur, même si on arrive à contrôler l’occidentalite on tombera – comme l’Occident - dans le piège du machinisme.

« L’âme de cette machine démoniaque [doit être] mise en bouteille et soumise à notre disposition ... [Le peuple iranien] ne doit pas être au service des machines, ni piégé par eux, donc la machine est un moyen et non pas un but. »

La productivité supérieure des machines étrangères a dévasté l’artisanat national iranien et a poussé l’Iran vers une économie improductive consommateur.

« Ces villes sont seulement le marché à puce du faucon des produits manufacturés européens... [à] tout moment, au lieu des villes et villages nous aurons un tas de délabrés machines à travers le pays, toutes exactement comme des boutique des bric-à-brac américains, chacun à la grandeur de Téhéran. »

Le marché du monde et du globe divisé en riche et pauvre, créé par la machine - « l’un des fabricants des machines et l’autre des consommateurs » - avait ignoré l’analyse des classes marxistes.
Al-e Ahmad croyait qu’un élément de la vie iranienne non pas infecté gharbzadegi était la religion. L’Islam chiite en Iran avait l’authenticité et la faculté de mobiliser le peuple.

## Impact
Cette phrase a été reprise après la Révolution iranienne sous la République islamique qui cherchait à légitimer sa campagne de nationalisation et la poussée de l’ayatollah Khomeiny vers l'autosuffisance.